# Porodica rasutih mina
Porodica rasutih mina (FASCAM) je program za raketne mine (nagazne mine koje se koriste kao kasetna municija) Oružanih snaga Sjedinjenih Država, ovo uključuje protivpešadijske i protivtenkovske mine. Ovo omogućava komandantu manevara da brzo postavi mine kao situacionu prepreku; kao rezervna sposobnost postavljanja prepreka; i da direktno napadne neprijateljske formacije putem ometanja, popravljanja, okretanja i blokiranja. Savremeni uređaji za fuzionisanje, detekciju i zaštitu od smetnji omogućavaju razbacanim minama da poraze pokušaje neprijatelja da očiste minsko polje. FASCAM mine se isporučuju artiljerijom, raketnim bacačima, indirektnim oružjem sa posadom, specijalnim vozilima za sejanje mina, helikopterima i avionima. FASCAM mine koriste nasumični ili unapred programirani period samouništenja. Sve FASCAM mine imaju aktivan životni ciklus i vreme samouništenja (SD) nakon što im istekne aktivni vek. 

## Istorija
Sredinom 1970-ih, kompanija Honeivell je američkoj vladi predložila koncept za nove kasetne mine. Mine FASCAM su bili najsavremeniji u to vreme jer su bili elektronski kontrolisani (digitalna i analogna tehnologija). Još kasnih 1960-ih, Honeivell je razvio protivpešadijske mine široke oblasti kao prethodnicu FASCAM protivpešadijskih mina. 
Postoje dokazi da je Sovjetska armija smatrala mine FASCM efikasnim. Postavljene na daljinu usred napadačkih snaga, mine bi imale potencijal da ometaju napad na duži rok. 

## Svojstva i sistemi polaganja
FASCAM mine su bile opremljene mehanizmom za samouništenje koji bi se aktivirao nakon određenog vremena ako se mine do tada ne unište. Tajmer za samouništenje se automatski aktivirao kada se mina pomera. Primenjeni su različiti sistemi polaganja za FASCM mine.  Sistemi za polaganje imaju različite karakteristike u pogledu vrste polaganja, vremena planiranja, raspoloživosti i logističkih zahteva. 
- Daljinski protivoklopni minski sistem (RAAMS): protivtenkovske mine postavljene preko artiljerijskih granata od 155 mm.
- Artiljerijska municija za zaprečavanje dela teritorije (ADAM): protivpešadijske mine postavljene preko artiljerijskih oruđa od 155 mm.
- Sistem za rasipanje mina (GEMSS); Protivpešadijske i protivtenkovske mine postavljene preko minobacača M128 „Frisbi Flinger“ i M138 „Fliper“ postavljenih na kopnena vozila. [6] GEMSS je zamenjen sa VOLCANO. [7]
- VOLCANO: Protivpešadijske i protivtenkovske mine raspoređene preko minobacača postavljenih na kopnena vozila i helikoptere.
- GATOR: Protivpešadijske i protivtenkovske mine postavljene ispuštanjima iz avionima. Mine su u kutiji.
- Modularni paket mina (MOPMS): Protivpešadijske i protivtenkovske mine razbacane preko prenosivog minobacača. [5] MOMPS nudi posebnu karakteristiku među FASCAM minama; mine se mogu adresirati putem radio veze sa komandnom jedinicom nakon što su razbacane. Tajmer za samouništenje se može resetovati do tri puta i može se pokrenuti trenutno samouništenje. [8]

Nakon polaganja mina, mine se same otključavaju nakon nekog vremena (do 2 minuta). Ako ovo otključavanje ne uspe, mina se odmah samouništava. Do 15% mina završi na ivici ovog aktiviranja, što negativno utiče na njihovu funkcionalnost. Vreme do samouništenja takođe varira između mina istog tipa. Mine se samounište u vremenskom periodu od 80 do 100 posto u vreme određeno za samouništenja; na primer. Mine sa vremenom samouništenja od 4 sata počeće da se samouništavaju u vremenu od 3 sata i 12 minuta.   Dok neke mine imaju fabrički podešeno vreme samouništenja, druge mine se mogu izabrati pre postavljanja. 

## Protivpešadijske mine FASCAM
Postoje dve različite vrste konstrukcija za protivpešadijske mine. Mine M67 i M72 ADAM su klinastog oblika i visine 7 cm. Svaka od ovih mina ima sedam žica raspoređenih po celom telu mine.
Protivpešadijske mine M74, BLU 92/B, M77 i Volcano su cilindrične, visine 6 cm i prečnika 12 cm i znatno veće od ADAM mina. Svaki od ovih rudnika ima osam žica za okidanje (po četiri na svakoj gornjoj/donjoj strani).
Nakon udara o tlo, žice se izbacuju, do 12 m (39 ft) za cilindrične mine i do 6 m (20 ft) za klinaste mine. Žice su napravljene od fine, spiralne, maslinastozelene žice i imaju male utege pričvršćene na slobodne krajeve. Povlačenje od oko 400 grama na žicu aktivira mina da eksplodira.
Protivpešadijske mine u obliku klina deluju kao odskočne mine. Kada se aktivira, pogonsko punjenje pokreće minu to jest mina odskače od tla od oko 1—2 m (3,3—6,6 ft) u vazduh, gde ona onda eksplodira. Smrtonosni radijus je do 10 m (33 ft). Cilindrične protivpešadijske mine ubijaju/povredjuju zbog kombinovanog efekta eksploziva/fragmenata. Eksplozivno punjenje uništava metalno kućište, uzrokujući širenje krhotina; smrtonosni radijus je oko 15 m (49 ft). 

## Protivtenkovske mine FASCAM
Protivtenkovske mine FASCAM se aktiviraju magnetnim detonatorom. Mina radi preko punjenja za formiranje projektila koje se dva puta ugrađuje u minu. Ovo je da se osigura da bez obzira na to na kom vrhu/dno se mina zaustavi nakon što je postavljena, punjenje može imati efekat naviše (kao odskočna mina). Punjenje za formiranje projektila je dizajnirano da probije trup vozila, ubivši posadu i detonirajući municiju vozila, što rezultira potpunim uništenjem vozila. Ako neko vozilo pregazi preko mine točkom ili gusenicom onda se takvo vozilo zaustavlja jer su točkovi ili gusenice uništeni, ali vozilo ostaje uglavnom netaknuto. 

## Sistemi koji su deo FASCAM asortimana
Sistemi koji su deo FASCAM asortimana uključuju:
- Daljinski protivoklopni minski sistem (RAAMS) (granata haubice 155 mm)
- Artiljerijska municija za zaprečavanje dela teritorije (ADAM) (granata haubice 155 mm)
- Sistem mina GATOR (ispuštanje iz aviona)
- Sistem Volcano mina (razna vozila)
- GEMSS minski sistem (razna vozila)
- Modularni paket mina (MOPMS) (ručno postavljeni dozator mina koji se sastoji od 17 protivtenkovskih i 4 protivpešadijske mine puštene na komandu iz sistema daljinskog upravljanja)

## Literatura
- FM 20-32 Mine/Countermine Operations. Department of the Army, 2. Februar 2004 (marines.mil PDF).